# Frontera entre Angola y la República Democrática del Congo
La frontera entre Angola y la República Democrática del Congo es un lindero terrestre internacional discontinuo de una longitud de 2 511 kilómetros que separa el territorio de Angola de aquel de la República Democrática del Congo en el África Central.

## Trazado

El enclave de Cabinda, en la boca del río Congo.

La frontera entre ambos países está constituida por dos segmentos diferentes:
1. El segmento principal se encuentra al suroeste de la república democrática de Congo. Inicia al este en el trifinio que forman las fronteras entre Angola y Zambia y entre Zambia y la República Democrática del Congo. Sigue luego un recorrido irregular marcado por varios ángulos derechos antes de alcanzar el puerto congoleño de Matadi ubicado sobre el río Congo, que va hasta su desembocadura en el océano Atlántico al noroeste;
2. La más pequeña parte de la frontera que separa el enclave angoleño de Cabinda de la República Democrática del Congo no está muy lejos: se encuentra a aproximadamente 20 km al norte de la desembocadura del Congo, y se extiende hasta el trifinio que forman las fronteras que delimitan ambos Congos, así como aquella entre Angola y Congo-Brazzaville.

## Frontera marítima
El acceso al mar de la República Democrática del Congo es muy restringido debido a la presencia del enclave angoleño de Cabinda al norte, y de la misma Angola al sur. La delimitación de las fronteras marítimas no ha tenido lugar. En marzo de 2009, el ministro de hidrocarburos congoleños anunció la voluntad de determinar las fronteras marítimas del país. Desde entonces, las relaciones entre ambos vecinos se han congelado. La disputa principal son las zonas petrolíferas explotadas por Angola.